# Windgeschwindigkeit
Die Windgeschwindigkeit ist die Geschwindigkeit der Luft gegenüber dem Boden. Sie ist eine gerichtete Größe, definiert als Vektor mit einer waagerechten und einer senkrechten Komponente. Dieser wird jedoch in der Praxis meist auf die horizontale Komponente beschränkt und durch bestimmte Geschwindigkeitsintervalle in eine Windstärke kategorisiert. Es wird dadurch möglich, den Geschwindigkeitsvektor anwendungsorientiert aufzubereiten, um die jeweils relevanten Elemente hiernach beispielsweise in Wetterkarten eintragen zu können. Für bestimmte Anwendungen wie die Luftfahrt ist jedoch auch die vertikale Komponente der Windgeschwindigkeit wichtig, beispielsweise um Aufwinde für Segelflugzeuge oder Gleitschirme abzuschätzen.

## Messung
Die Windgeschwindigkeit kann mit einem Windsack oder phänomenologisch beispielsweise über die Beaufortskala abgeschätzt werden. Aufwinde lassen sich über Wolkenformationen abschätzen und auch für zahlreiche andere Spezialfälle sind solche mit wenig Aufwand verknüpfte Hinweise hilfreich. Mit einem Wingewehr WR-2 kann bei der Artillerie die ungefähre Windgeschwindigkeit in verschiedenen Höhen bestimmt werden.
Genauer gemessen wird die Windgeschwindigkeit üblicherweise mit einem kleinen rotierenden Windmessgerät, dem Schalenkreuzanemometer. Zudem existieren inzwischen genauere Ultraschallanemometer und SODAR-Systeme, die die Ausbreitung von Schallwellen zur Erfassung der Windgeschwindigkeit nutzen. Sie können auf diese Weise zusätzlich vertikale Profile messen.
Die SODAR-Systeme messen dabei die Windgeschwindigkeiten vom Boden aus bis in Höhen von 200 m. Das Höhenprofil kann mit dieser Methode gut bestimmt werden. Die absolute Genauigkeit reicht in der Regel jedoch nicht aus, um damit etwa Energieertragsberechnungen für Windkraftanlagen durchzuführen. 
Sehr kleine Windgeschwindigkeiten können mit dem Hitzdrahtanemometer gemessen werden.
Durch die World Meteorological Organization wurde festgelegt, dass für die in Wetterkarten und Stationsmeldungen angegebene Windgeschwindigkeit der Mittelwert der jeweils letzten 10 Minuten angegeben wird. Die Spitzenböen eines solchen Intervalls können durchaus doppelt so stark und stärker sein, gleichwohl kann es Momente mit Windstille geben. Diese Messvorschrift gilt nur für offizielle beziehungsweise veröffentlichte Messwerte, aber nicht für Windvorhersagen, für die der jeweilige Publizist eigene politische und wirtschaftliche Regeln festlegen kann.

## Einheiten
Die Windgeschwindigkeit wird in Kilometer pro Stunde (km/h) oder Meter pro Sekunde (m/s), Knoten (kn) = Seemeilen/Stunde (sm/h) und in den USA auch oft in Meilen pro Stunde (mph) ausgedrückt. Die verschiedenen Einheiten lassen sich wie folgt umrechnen:
| 1 kn   | = 1 sm/h (exakt)        | = 1,852 km/h (exakt) | = 0,514 m/s |
| 1 m/s  | = 3,6 km/h (exakt)      | = 1,944 kn           | = 2,237 mph |
| 1 km/h | = 0,540 kn              | = 0,278 m/s          | = 0,621 mph |
| 1 mph  | = 1,609344 km/h (exakt) | = 0,8690 kn          | = 0,447 m/s |

Bei den Windpfeilen auf Wetterkarten ist die Bedeutung der angegebenen Fiedern unterschiedlich. Ebenso uneinheitlich ist, ob der betreffende Ort an der Spitze, in der Mitte oder an den Fiedern liegt. Ursprünglich wurde für jede Windstärke nach Beaufort eine Fieder abwechselnd ans Ende des Pfeils gesetzt. Diese Darstellung ist in der Seefahrt hilfreich, da niedrige Windgeschwindigkeiten (Flautengebiete) aufgelöst werden können. Diese Form wird von den weltweit verbreiteten Pilot Charts der US-amerikanischen NGA benutzt. Ein neueres System setzt die Fieder auf die Seite des Pfeils mit dem niedrigeren Luftdruck und den Bezugsort an die Spitze. Dabei steht jedes Dreieck für eine Windgeschwindigkeit von 50 kn, jeder ganze Strich für 10 kn und ein halber Strich für 5 kn, die Schrittweite der Auflösung ist also 5 kn. Die Summe aller Einzelgeschwindigkeiten beschreibt die Windgeschwindigkeit. Das System eignet sich auch für Geschwindigkeiten weit jenseits der Beaufortskale. Die Bedeutung der 5 kn-Schritte ist aber uneinheitlich. Sie stellen entweder das auf 5 kn gerundete Intervall dar, zeigen also die Intervallmitte an. Diese Interpretation wird bei den GRIB-Daten, wie sie von der NOAA kostenlos bezogen werden können, für die kostenlose digitale Seekarte OpenCPN oder den GRIB-Viewer XyGrib verwendet. Andererseits können sie die Obergrenze des Intervalls darstellen (siehe Tabelle mit Umrechnung von Knoten in km/h).

## Klassifikation
Wenn Windgeschwindigkeiten nicht mit ihrem Messwert angegeben werden, werden sie in der Regel nach der Beaufortskala klassifiziert, was durch die Verwendung der Begriffe Windstärke (z. B. 5) oder Beaufort (z. B. 5) gekennzeichnet wird. Sie wurde ab 1806 von Sir Francis Beaufort entwickelt und von ihm als Erster Hydrograph der Admiralität ab 1830 in die Royal Navy eingeführt. Die Benennung der Skala zu seinen Ehren erfolgte jedoch erst Anfang des 20. Jahrhunderts. Durch die Abkürzungen bft., bft, Bft oder BFT, z. B. als Bft 5 oder 5 Bft erweckt die Klassifizierung den Eindruck einer Einheit. Es handelt sich ursprünglich um eine phänomenologische Skala, die entwickelt wurde, indem die Auswirkungen des Windes auf die Segelführung eines Kriegsschiffes und später auch auf den Seegang beschrieben wurden. Einen Vorläufer bildete die Smeaton-Rouse-Skala von John Smeaton und Rouse, die 1759 das Verhalten von Windmühlenflügeln beschrieben hatten. 1898 entwickelte die Deutsche Seewarte Hamburg eine auf Messwerten in Kilometer pro Stunde beruhende Skala und 1906 veröffentlichte George Simpson vom britischen Wetterdienst eine auf Seemeilen pro Stunde (Knoten) beruhende Skala, die dann nach dem Gründer des britischen Wetterdienstes Beaufort benannt wurde. Diese Skala von 1906 wird zur Abgrenzung von der Beaufortskala seit 1926 auch Simpsonskala genannt, diejenige von 1898 nach Wladimir Peter Köppen als Seewarteskala. Beide Skalen versuchten unabhängig voneinander der in der Seefahrt bereits eingeführten empirischen Klassifizierung nahezukommen.
Andere Klassifikationssysteme bilden die Fujita-Tornado-Skala für Tornados und Downbursts sowie die Saffir-Simpson-Skala für tropische Wirbelstürme.

## Variabilität und Extremwerte

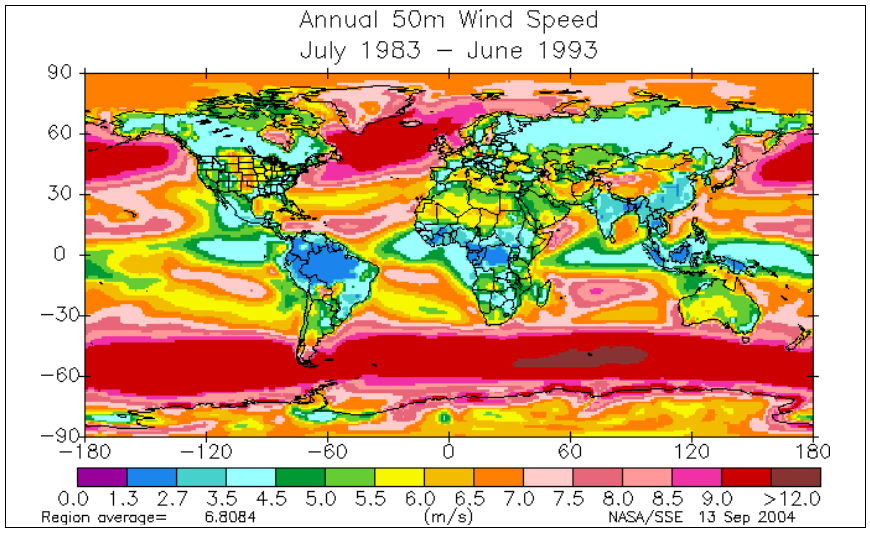
Globale Verteilung der mittleren Windgeschwindigkeiten in 50 m Höhe

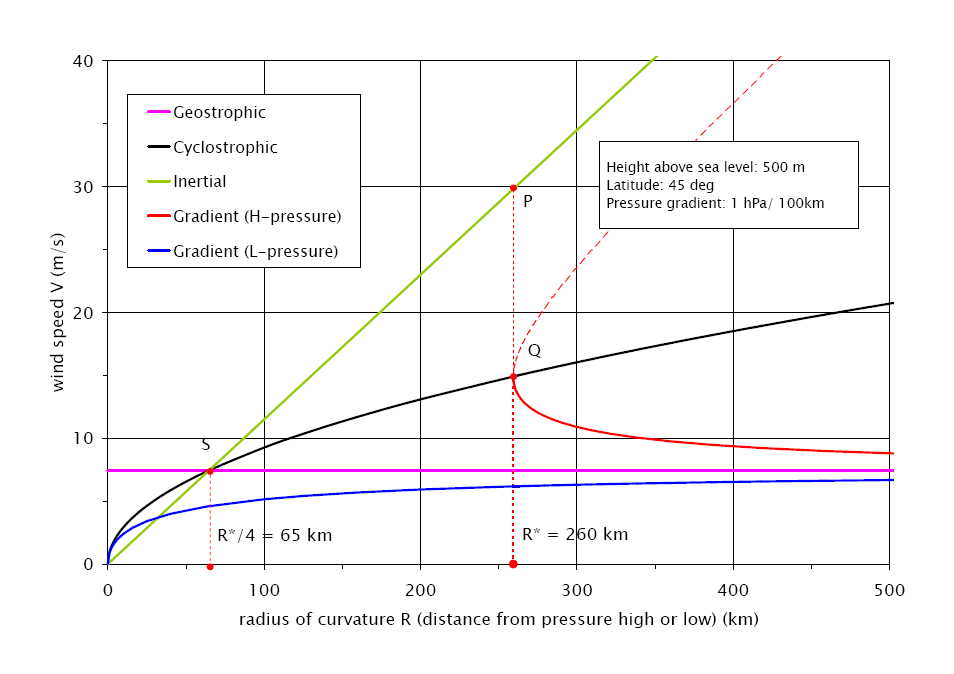
Typische Windgeschwindigkeiten in Abhängigkeit von der Entfernung zu Tief- und Hochdruckgebieten.

Der Tagesgang der Windgeschwindigkeit, der im Sommer wesentlich ausgeprägter ist als im Winter, zeigt ein Minimum in den Nachtstunden und eine Auffrischung am Tag. Im Jahresgang, basierend auf entweder Tages- oder Monatsmitteln als langjährige Durchschnittswerte, zeigt ein Minimum im Sommer und zwei Maxima im Frühjahr und Winter.
Die folgende Aufzählung von Geschwindigkeitsrekorden muss nach Windarten unterschieden werden: 
- Gradientwind ist der horizontale Wind in Bodennähe, der durch den Druckunterschied zwischen einem Hoch- und einem Tiefdruckgebiet verursacht wird; seine Messung erfolgt nach den Vorgaben der WMO
- Böen des Gradientwindes mit einer Kurzzeitmessung entgegen den Vorgaben der WMO
- Lokale Windphänomene wie Tornados, oder thermische Auf- und Abwinde
- Winde in der mittleren und höheren Atmosphäre und Gasbewegungen auf anderen Himmelskörpern

Die höchste Windgeschwindigkeit einer Bö des Gradientwindes, die in Deutschland bislang gemessen wurde, lag bei 335 km/h. Sie wurde am 12. Juni 1985 auf der Zugspitze registriert.
Die höchste Windgeschwindigkeit in der Schweiz wurde mit 285 km/h auf dem Jungfraujoch in der Nacht vom 26. auf den 27. Februar 1990 während des Orkans Wiebke gemessen.
Die höchste je gemessene Geschwindigkeit einer Bö des Gradientwindes ist 408 km/h und wurde am 10. April 1996 während des tropischen Zyklons Olivia auf der westaustralischen Insel Barrow Island gemessen. Sie löste den zuvor gültigen Spitzenwert von 372 km/h (231 mph) ab, der am 12. April 1934 auf dem Mount Washington (New Hampshire) registriert worden war.
Höhere Windgeschwindigkeiten können nur noch bei Sonderfällen registriert werden. So wurde bei Bridge Creek, Oklahoma (USA) mittels eines Doppler-Radars am 3. Mai 1999 innerhalb eines Tornados des Oklahoma Tornado Outbreak eine Windgeschwindigkeit von 496 ± 33 km/h gemessen. Über Japan wurden 1970 zudem Jetstreams mit einer Geschwindigkeit von 650 km/h gemessen, dies jedoch nicht in Bodennähe, sondern in der freien Atmosphäre.
Noch höhere Windgeschwindigkeiten wurden auf dem Mars, Jupiter, Neptun und auf WASP-127b beobachtet. Das Max-Planck-Institut für Astronomie und die Europäische Südsternwarte maßen mithilfe des Very Large Telescope am Äquator des Gasriesen-Planeten WASP-127b Luftströme von etwa 33.000 Kilometern pro Stunde; nie zuvor waren solche Windgeschwindigkeiten gemessen worden. Der vorherige Rekord war mit etwa 1800 Kilometern pro Stunde auf dem Neptun registriert worden.
Die Geschwindigkeitsverteilung des Winds lässt sich recht gut mit einer Weibullstatistik beschreiben.

## Windstärken und Beaufort-Skala
| Windstärke in Bft | mittlere Windgeschwindigkeit | mittlere Windgeschwindigkeit | mittlere Windgeschwindigkeit | mittlere Windgeschwindigkeit |
| Windstärke in Bft | kn                           | m/s                          | km/h                         | mph                          |
| ----------------- | ---------------------------- | ---------------------------- | ---------------------------- | ---------------------------- |
| 0                 | 00 – 0<1                     | 00,0 – 0<0,3                 | 000 – 001                    | 0,0 – 0<1,2                  |
| 1                 | 01 – 0<4                     | 00,3 – 0<1,6                 | 001 – 005                    | 01,2 – 0<4,6                 |
| 2                 | 04 – 0<7                     | 01,6 – 0<3,4                 | 006 – 011                    | 04,6 – 0<8,1                 |
| 3                 | 07 – <11                     | 03,4 – 0<5,5                 | 012 – 019                    | 08,1 – <12,7                 |
| 4                 | 11 – <16                     | 05,5 – 0<8,0                 | 020 – 028                    | 12,7 – <18,4                 |
| 5                 | 16 – <22                     | 08,0 – <10,8                 | 029 – 038                    | 18,4 – <25,3                 |
| 6                 | 22 – <28                     | 10,8 – <13,9                 | 039 – 049                    | 25,3 – <32,2                 |
| 7                 | 28 – <34                     | 13,9 – <17,2                 | 050 – 061                    | 32,2 – <39,1                 |
| 8                 | 34 – <41                     | 17,2 – <20,8                 | 062 – 074                    | 39,1 – <47,2                 |
| 9                 | 41 – <48                     | 20,8 – <24,5                 | 075 – 088                    | 47,2 – <55,2                 |
| 10                | 48 – <56                     | 24,5 – <28,5                 | 089 – 102                    | 55,2 – <64,4                 |
| 11                | 56 – <64                     | 28,5 – <32,7                 | 103 – 117                    | 64,4 – <73,6                 |
| 12                | ≥ 64                         | ≥ 32,7                       | ≥ 117                        | ≥ 73,6                       |